# Florian Geißelmann
Florian Geißelmann (* 2004 in Kempten) ist ein deutscher Schauspieler.

## Leben und Karriere
Bereits während seiner Schulzeit begann Florian Geißelmann ab Mitte der 2010er-Jahre an Tanztheater-Projekten des Stadt-Theaters Kempten und an Bühnen in Altusried in Erscheinung zu treten. Im Sommer 2022 bekleidete der 17-Jährige die Rolle des stiefelleckenden und scharfmachenden „Bua“ von Hiasl in Jana Vettens Inszenierung von Wir Räuber nach Volker Klüpfel an der Freilichtbühne Altusried. Für seinen „vehementen Auftritt“ erhielt er erstes Kritikerlob zuerkannt. Im selben Jahr beendete Geißelmann seine Schulausbildung. Es folgte die Teilnahme an verschiedenen Programmen, Workshops und Seminaren.
Ab dem Jahr 2020 begann Geißelmann parallel zur Theaterarbeit in Film- und Fernsehproduktionen in Erscheinung zu treten. Mehrmals arbeitete er mit der Regisseurin Alice Gruia zusammen. Für sein Kinodebüt als durchtriebener kleiner Adoptivbruder von Lou Strenger in Gruias Spielfilmdebüt Seid einfach wie ihr seid (2023) wurde er beim Filmfestival Max Ophüls Preis in der Kategorie Bester Schauspielnachwuchs nominiert. Auch wurde er von Gruia in der zweiten Staffel der Webserie Lu von Loser 2 besetzt. Weitere Hauptrollen erhielt er in Charlotte Rolfes’ Drama-Serie Juni – Junge Intensivtäter im Visier (2023) und in der sechsteiligen Comedyserie Kohlrabenschwarz von Erik Haffner.
Geißelmann lebt abwechselnd in Altusried und in Berlin.

## Filmografie (Auswahl)
- 2021: München – Im Angesicht des Krieges
- 2022: Zimmer mit Stall – So ein Zirkus
- 2023: Seid einfach wie ihr seid
- 2023: Wer wir sind (Fernsehserie)
- 2024: Polizeiruf 110: Der Dicke liebt
- 2024: Polizeiruf 110: Jenseits des Rechts
- 2025: In die Sonne schauen